# (13923) Peterhof
(13923) Peterhof est un astéroïde de la ceinture principale.

## Description
(13923) Peterhof est un astéroïde de la ceinture principale. Il fut découvert le 22 octobre 1985 à Naoutchnyï par Lioudmila Jouravliova. Il présente une orbite caractérisée par un demi-grand axe de 2,67 UA, une excentricité de 0,21 et une inclinaison de 15,5° par rapport à l'écliptique.

## Compléments